# José Fuentes Pantoja
José Fuentes Pantoja är en ort i Mexiko.   Den ligger i kommunen Tierra Blanca och delstaten Veracruz, i den sydöstra delen av landet, 300 km öster om huvudstaden Mexico City. José Fuentes Pantoja ligger 30 meter över havet och antalet invånare är 254.
Terrängen runt José Fuentes Pantoja är mycket platt. Runt José Fuentes Pantoja är det ganska tätbefolkat, med 75 invånare per kvadratkilometer. Närmaste större samhälle är Poblado Cinco, 10,3 km öster om José Fuentes Pantoja. Omgivningarna runt José Fuentes Pantoja är en mosaik av jordbruksmark och naturlig växtlighet.